# Typhlodromalus sextus
Typhlodromalus sextus är en spindeldjursart som först beskrevs av Garman 1958.  Typhlodromalus sextus ingår i släktet Typhlodromalus och familjen Phytoseiidae. Inga underarter finns listade i Catalogue of Life.